# Královice (okres Kladno)
Královice (Duits: Kralowitz) is een Tsjechische gemeente in de regio Midden-Bohemen en maakt deel uit van het district Kladno. Het dorp ligt op 4 km afstand van Slaný.
Královice telt 269 inwoners (2023).

## Geografie
De Bakovskýbeek stroomt door het dorp.

## Geschiedenis
De eerste schriftelĳke vermelding van het dorp dateert van 1382.
Sinds 1960 is Královice een zelfstandige gemeente binnen het district Kladno.

## Verkeer en vervoer

### Autowegen
Er leiden diverse regionale wegen naar het dorp.

### Spoorlĳnen
Station Královice u Zlonic ligt aan spoorlijn 110 Kralupy nad Vltavou - Slaný - Louny. Dit is een enkelsporige lijn waarop het vervoer in 1873 begon.
Er rĳden op werkdagen in totaal 1 sneltrein en 10 stoptreinen in beide richtingen over de lĳn.

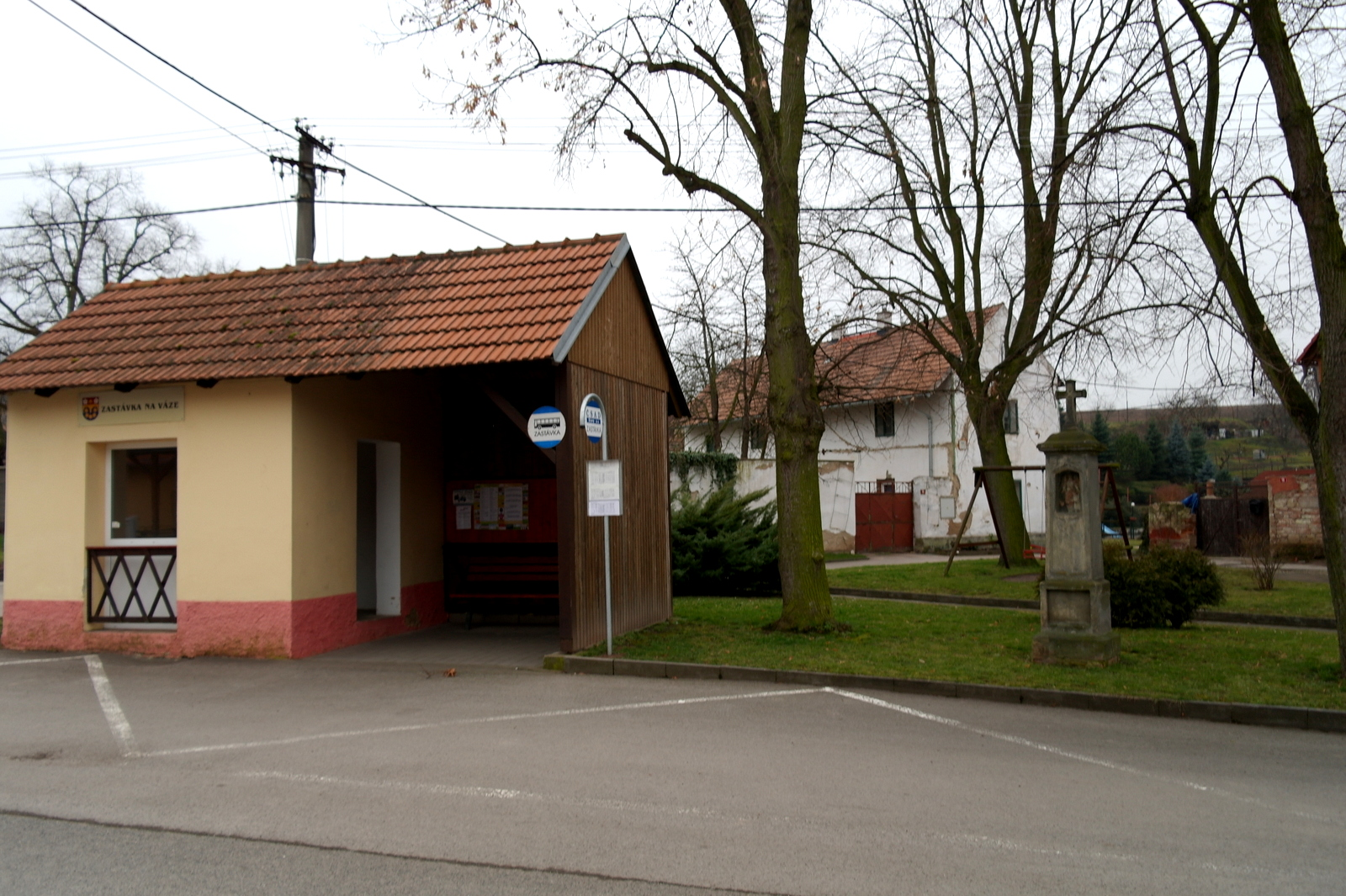
Bushalte in het dorp

### Buslĳnen
Er halteren buslijnen naar de volgende bestemmingen in en rond het dorp: Mšec, Panenský Týnec, Praag, Slaný en Vraný. De buslĳnen worden geëxploiteerd door vervoerder ČSAD Slaný.

## Bezienswaardigheden
- Monumentale brug over de Bakovskýbeek, met beelden van Johannes van Nepomuk en Sint Wenceslaus uit het laatste kwart van de 19e eeuw[4];
- Kapel op het dorpsplein uit de tweede helft van de 18e eeuw;
- Monumentale graanschuur (huis nr. 7).

## Geboren
- Josef Hlaváček (1831-1911), voormalig burgemeester van de stad Slaný, later burgemeester van het gelĳknamigce district[5]

## Galerĳ

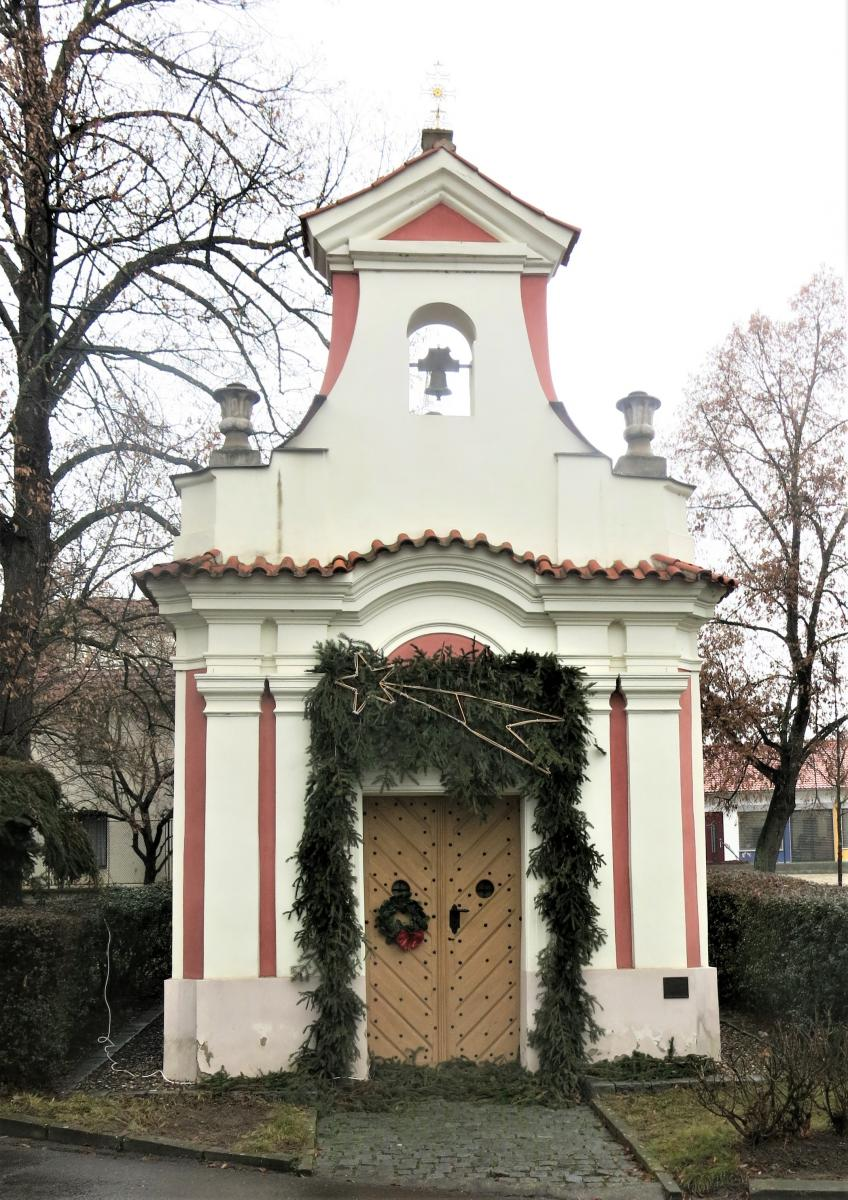
Dorpskapel
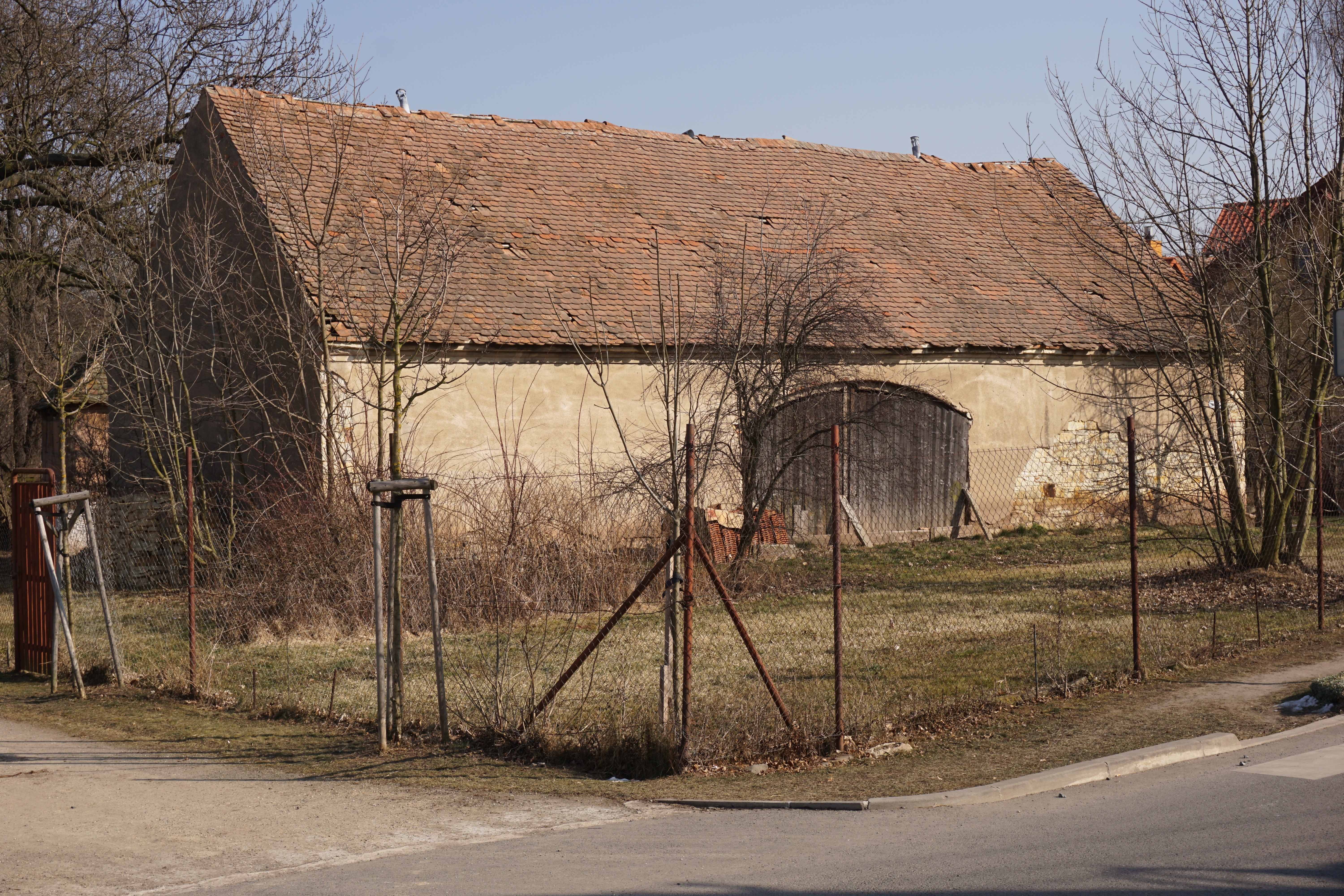
Monumentale graanschuur (huis nr. 7)
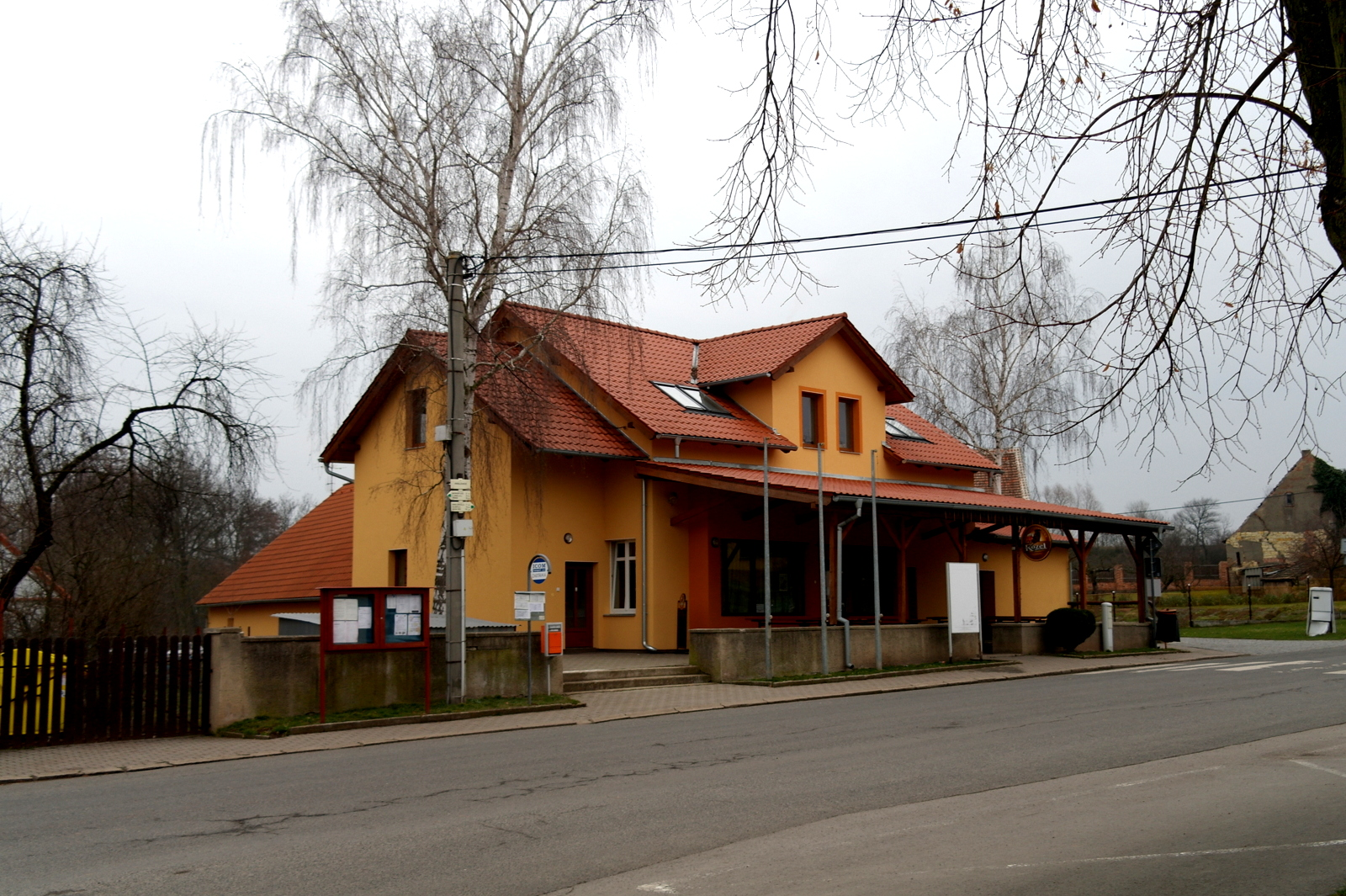
Dorpscafé
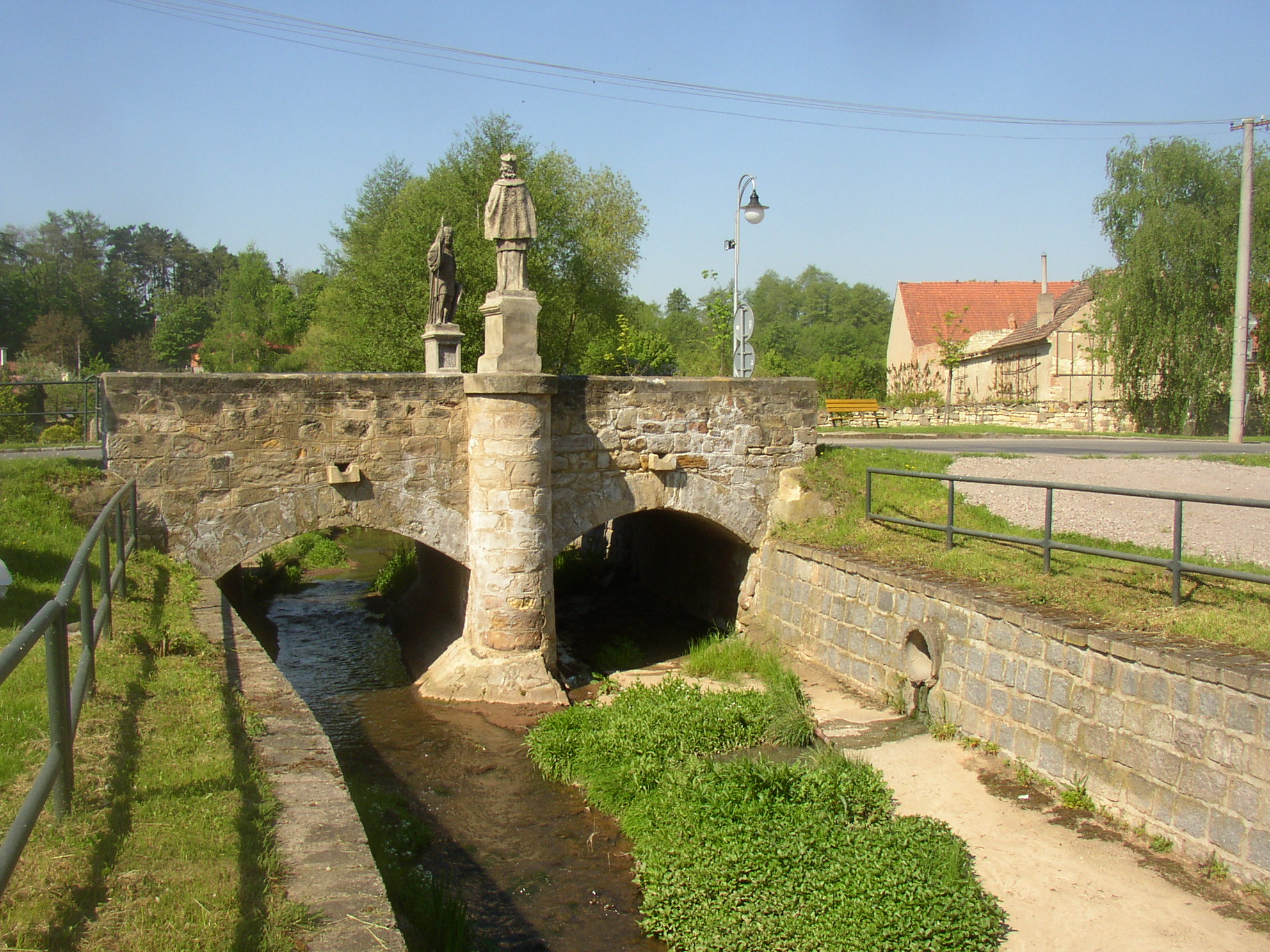
Monumentale dorpsbrug
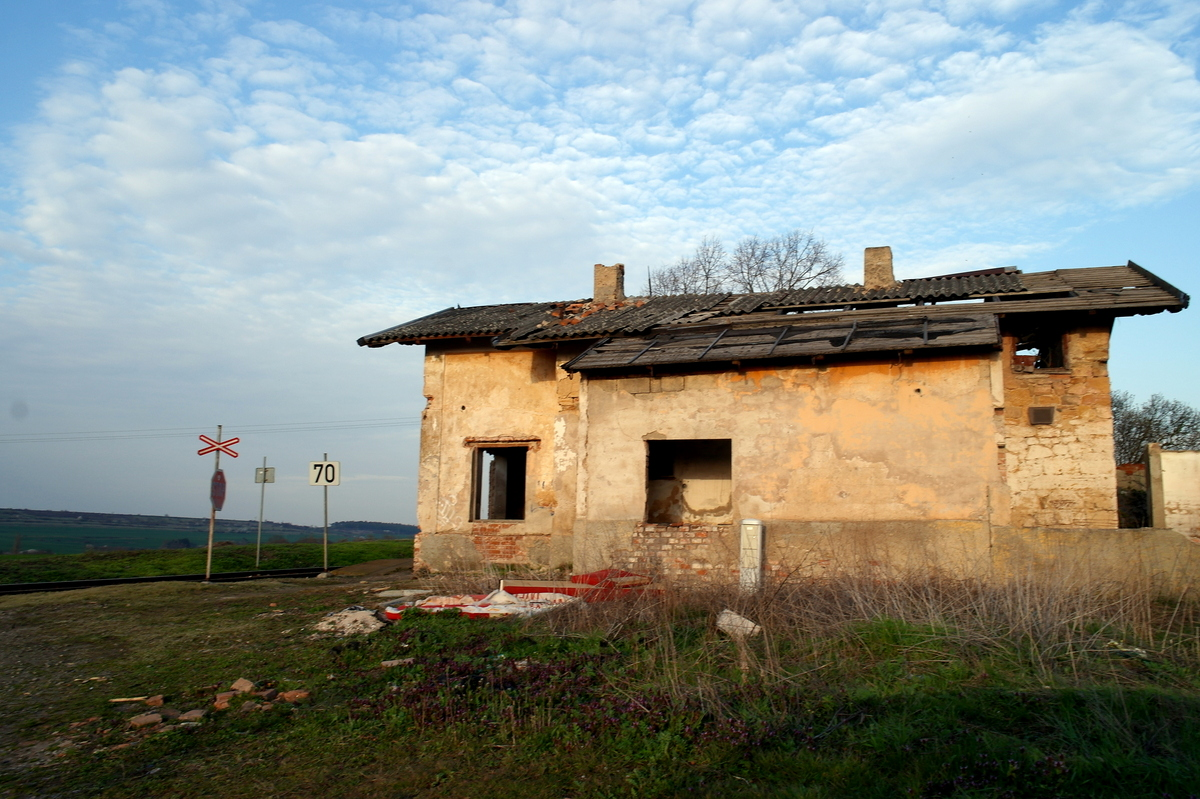
Station Královice u Zlonic
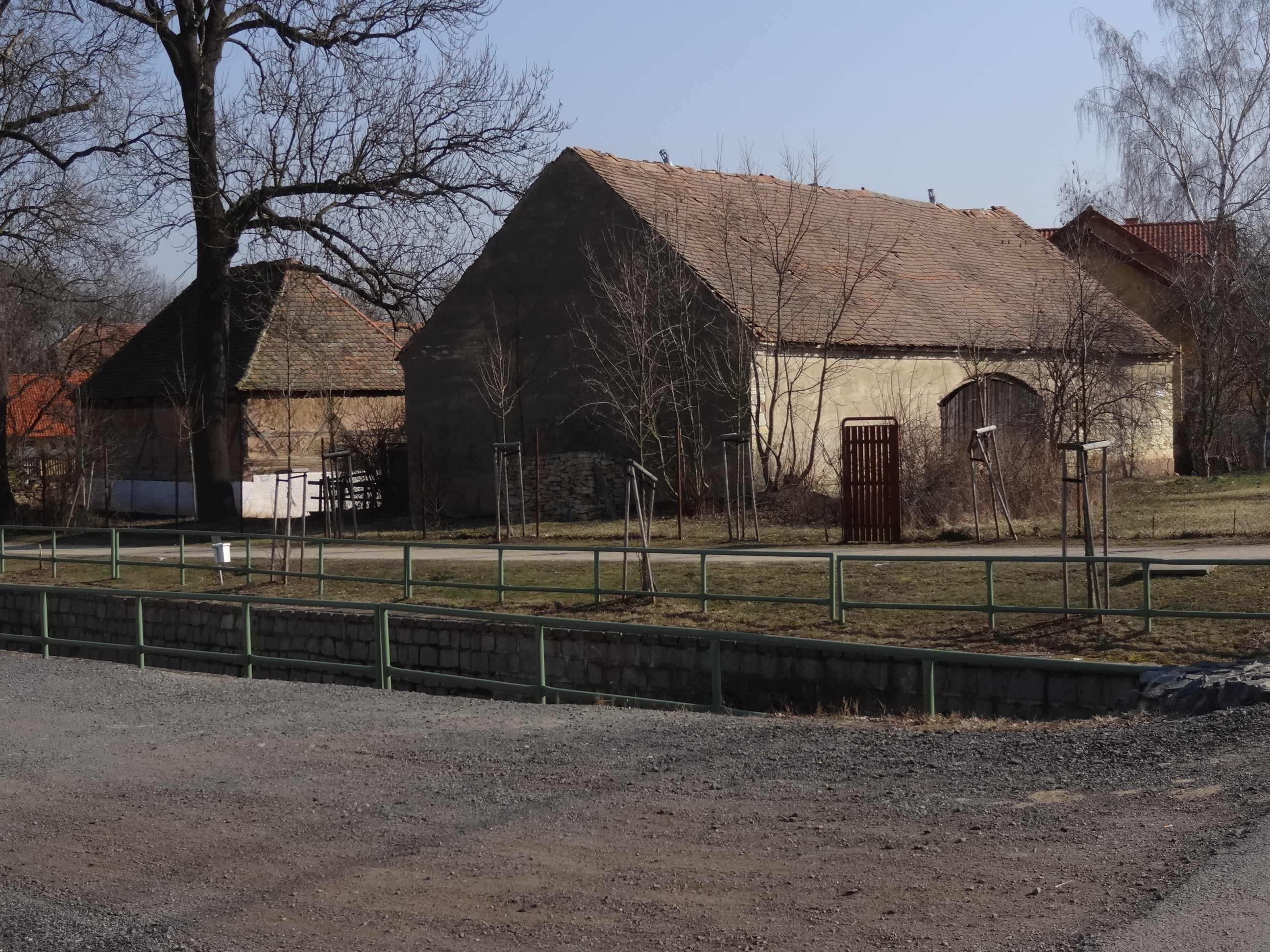
Oude schuur bĳ een huis